# Charlotte Dobson
Charlotte Dobson (* 5. Juni 1986 in Glasgow, Schottland, Vereinigtes Königreich) ist eine britische Seglerin, die an den Olympischen Sommerspielen 2016 in Rio de Janeiro teilgenommen hat.

## Ausbildung
Die in Glasgow geborene Dobson studierte Psychologie an der University of Edinburgh.

## Segeln
Dobson wurde mit 14 Jahren in die Nationalmannschaft Schottlands im Segeln aufgenommen. 2001 gewann sie eine Bronzemedaille bei der Juniorenweltmeisterschaft in der Laser-Radial-Klasse; in den Jahren 2002 und 2004 sicherte sie sich jeweils die Silbermedaille. Im Jahr 2005 war sie Siebte der Weltrangliste der ISAF und 2007 wurde sie Zehnte bei der in Portugal abgehaltenen ISAF-Segelweltmeisterschaften. Sie war für das britische Olympiateam für die Olympischen Sommerspiele 2008 in Peking vorgemerkt, unterlag aber in der Endausscheidung Penny Clark.
2010 gewann sie die Silbermedaille bei den Europameisterschaften in Estland. Bei der ISAF-Segelweltmeisterschaften 2011 wurde Dobson 16. im Frauenwettbewerb ihrer Bootsklasse. Sie versuchte sich für die Olympischen Sommerspiele 2012 im Einzelwettbewerb zu qualifizieren, wurde jedoch in der Auswahlentscheidung von Alison Young in der Regatta vor Hyères geschlagen.
2013 tat sie sich mit Sophie Ainsworth zusammen, um in der 49erFX-Klasse zu segeln. Das Paar gewann eine Bronzemedaille beim Weltcup in Mallorca und 2014 wurde Sechste bei den Europameisterschaften im finnischen Helsinki.
Bei den 49erFX-Weltmeisterschaften 2015 in San Isidro, Argentinien wurden Dobson und Ainsworth Fünfte und verfehlten eine Medaille um vier Punkte.
Im März 2016 wurden Dobson und Ainsworth für britische Olympiateam nominiert, um bei den Olympischen Sommerspielen in Rio de Janeiro am erstmals ausgetragenen 49erFX-Wettbewerb teilzunehmen. Im April erreichte das Paar bei der Princess Sofia Trophy in Palma den fünften Platz im Eröffnungsrennen, hatte dann aber im zweiten Rennen technische Probleme. In der Gesamtwertung erreichten sie den sechsten Platz, nachdem sie im Finalrennen Zweite geworden waren. Bei den 49er-Europameisterschaften in Barcelona wurden Ainsworth und Dobson Neunte.
Bei den olympischen Segelwettbewerben in ihrer Klasse erreichte das Paar schließlich den achten Platz.

## Belege
1. ↑  The Team Charlotte Dobson. Royal Yachting Association, archiviert vom Original am 21. April 2018; abgerufen am 1. September 2016 (englisch).  Info: Der Archivlink wurde automatisch eingesetzt und noch nicht geprüft. Bitte prüfe Original- und Archivlink gemäß Anleitung und entferne dann diesen Hinweis.
2. 1 2 3  Charlotte misses Olympic place. Helensburgh Heritage Trust, abgerufen am 1. September 2016 (englisch).
3. ↑  Olympic profile: Charlotte Dobson and Alison Young. Yachting World, 9. Juli 2012, abgerufen am 1. September 2016 (englisch).
4. ↑   World Sailing Championships: Giles Scott wins Finn title In: BBC Sport, 11. Dezember 2011. Abgerufen am 1. September 2016 (englisch).
5. ↑   Young masters breeze in France to pip Dobson for Radial place In: The Herald, 10. Mai 2012. Abgerufen am 1. September 2016 (englisch).
6. ↑  Andi Robertson:  Sailing: Charlotte Dobson move has rekindled fire In: The Scotsman, 23. September 2013. Abgerufen am 1. September 2016 (englisch).
7. ↑  Stuart Alexander:  America’s Cup 2017: Sir Ben Ainslie waiting on AC35 format before decision to mount British challenge In: The Independent, 5. April 2014. Abgerufen am 1. September 2016 (englisch).
8. ↑   49er European Championships: Dylan Fletcher & Alain Sign third In: BBC Sport, 13. Juli 2014. Abgerufen am 1. September 2016 (englisch).
9. ↑   Great Britain pairings finish fifth and sixth at Worlds in Argentina In: BBC Sport, 22. November 2015. Abgerufen am 1. September 2016 (englisch).
10. ↑   Ashford sailor Sophie Ainsworth selected for Team GB for Olympic Games (Seite nicht mehr abrufbar. Suche in Webarchiven) In: Ashford Herald, 8. März 2016. Abgerufen am 1. September 2016 (englisch).  Info: Der Link wurde automatisch als defekt markiert. Bitte prüfe den Link gemäß Anleitung und entferne dann diesen Hinweis.
11. ↑  Brandon Penny:  Sailing events announced for 2016 Olympics (Memento des Originals vom 7. Dezember 2012 im Internet Archive) In: NBC Olympics. Abgerufen am 1. September 2016 (englisch).
12. ↑   Sailing: Giles Scott tops Finn fleet in Majorca In: Dorset Echo, 1. April 2016. Abgerufen am 1. September 2016 (englisch).
13. ↑  British sailors shine as Trofeo Princesa Sofia draws to a close. Royal Yachting Association, 2. April 2016, abgerufen am 1. September 2016 (englisch).
14. ↑  Podium finish for British sailors at the 49er European Championships. Royal Yachting Association, 16. April 2016, abgerufen am 1. September 2016 (englisch).
15. ↑  Rio Olympics 2016: Martine Grael and Kahena Kunze win 49er FX sailing gold. In: BBC Sports. BBC Online, 18. August 2016, abgerufen am 1. September 2016 (englisch).

| Personendaten    | Personendaten                               |
| ---------------- | ------------------------------------------- |
| NAME             | Dobson, Charlotte                           |
| KURZBESCHREIBUNG | britische Seglerin                          |
| GEBURTSDATUM     | 5. Juni 1986                                |
| GEBURTSORT       | Glasgow, Schottland, Vereinigtes Königreich |